# Alberto Flores Galindo
Félix Alberto Flores-Galindo Segura (Bellavista, Callao, 28 de mayo de 1949-Lima, 26 de marzo de 1990), más conocido como Alberto Flores Galindo, fue un historiador, sociólogo, ensayista, periodista, columnista, profesor universitario e intelectual de izquierda peruano, fundador de la "Casa de Estudios del Socialismo SUR".

## Biografía
Alberto Flores Galindo, Tito, como lo llamaban sus conocidos, nació en una familia de clase media. Desde niño, tuvo predilección por la lectura y, con los años, se dedicó a analizar los problemas de la sociedad peruana. Fue hijo único de Esther Segura de Flores-Galindo y del abogado Carlos Alberto Flores-Galindo del Pozo. Estudió primaria y secundaria en el colegio privado religioso La Salle. En 1966, ingresó a la Pontificia Universidad Católica del Perú para seguir estudios de Historia en la Facultad de Letras. 
A partir de 1975, Alberto Flores Galindo inició sus investigaciones y publicaciones, en ellas abordó una variedad de temas como la historia del movimiento obrero, la rebelión de Túpac Amaru, José Carlos Mariátegui y la historia del movimiento comunista, la crisis colonial, la Independencia del Perú, la historia agraria, la historia de las mentalidades, el mesianismo y la utopía andina, Sendero Luminoso, los movimientos campesinos, la historia de los intelectuales (desde Mariátegui y Haya de la Torre hasta José María Arguedas), el racismo y la tradición autoritaria, entre otros.
En 1976, se casa con Cecilia Rivera con quien tuvo dos hijos: Pablo Miguel y Carlos Raúl.
Fue un activo promotor de diversas publicaciones. Por ejemplo, fue editor en 1978 de la revista Vaca Sagrada junto con poetas como Marco Martos y José Watanabe; dirigió luego la revista Allpanchis del Instituto de Pastoral Andina entre 1978 y 1982. Escribió alrededor de 250 artículos sobre diversos temas para periódicos, suplementos culturales y revistas académicas editadas en el Perú y el extranjero como El Diario Marka, La Vaca Sagrada, El Caballo Rojo, 30 días, El búho, La Prensa, La Jornada, La Palabra del Pueblo, El Zorro de Abajo, Apuntes. Revista de Ciencias Sociales, Revista Andina, Allpanchis, Márgenes, entre otros, que reflejaban sus intereses intelectuales y políticos. Formó parte del comité editorial de la Revista Andina desde su creación en 1983 y del comité directivo de la revista Los Caminos del Laberinto. Fundó en 1987 SUR Casa de Estudios del Socialismo y dirigió Márgenes, revista de esta institución.
También, Alberto Flores Galindo se desempeñó como conferencista, organizador de eventos, profesor visitante en universidades extranjeras, panelista en congresos y seminarios, y promotor de grupos de estudio interdisciplinarios . Realizó conferencias en aulas, auditorios universitarios, sindicatos u organizaciones populares.
El 26 de marzo de 1990 falleció a la edad de cuarenta años a causa de un glioblastoma multiforme en el lado izquierdo del cerebro, un tipo de tumor cancerígeno. Su agonía había comenzado un año atrás, cuando en febrero de 1989 sufrió un desmayo intempestivo. Fue enviado de emergencia a Nueva York gracias a las aportaciones de diversas personas y amigos. Se sometió luego a un tratamiento que inicialmente despertó la ilusión de que el mal podría revertir, pero no fue así.

## Vida académica
En 1966, comenzó su educación de pregrado en Historia en la Pontificia Universidad Católica del Perú. Llevó cursos con Gustavo Gutiérrez, fundador de la Teología de la Liberación, quien lo ayudó a repensar la religión, la espiritualidad y la conexión entre los intelectuales y los sectores oprimidos y marginados de la sociedad También, tomó clases con Heraclio Bonilla, quien lo incentivó a estudiar la historia de las clases trabajadoras y populares. Sus primeras investigaciones revelan esta preocupación, a la vez intelectual y política, por escribir una historia desde abajo, que contribuyera también a forjar una conciencia de clase entre los trabajadores.
Se publicó su tesis de bachiller en 1972 titulada Los mineros de la Cerro de Pasco 1900 - 1930 (Un intento de caracterización social y política bajo la asesoría de Heraclio Bonilla, de quien fue su asistente en 1971 en los cursos de Historia Social del Perú Contemporáneo (Humanidades) e Historia Económica (Departamento de Historia). Su tesis de bachillerato se encuentra disponible a texto completo en el repositorio institucional de la Pontificia Universidad Católica del Perú.
Simultáneamente, trabajó en varios proyectos con Dennis Sulmont, de quien, también, fue su asistente en 1972 en el Taller Urbano Industrial de la Facultad de Ciencias Sociales de la Pontificia Universidad Católica del Perú. Estos proyectos incluían una bibliografía sobre el movimiento obrero y una monografía sobre los trabajadores pesqueros de Chimbote.
Estudió, gracias a una beca del gobierno francés, entre los años 1972-1974 en la École des Hautes Études en Sciences Sociales (EHESS) en París, bajo la dirección del historiador italiano Ruggiero Romano, culminando su tesis doctoral titulada Autocratie et plebe, Lima 1760-1830 en 1982. En 1983, sustenta su tesis para optar el grado de doctor en Historia en la Université de Paris, obteniendo el calificativo de muy bien, grado que fue revalidado por la Pontificia Universidad Católica del Perú. Su tesis de doctorado, la cual abordó una historia social de Lima en la transición de la colonia a la república, se publicó como libro en 1984 con el título Aristocracia y plebe. Estructura de clases y sociedad colonial, Lima 1760-1830, editado por Mosca Azul Editores y publicado en 1984; la segunda edición, que se publicó póstumamente en 1991, se titula La ciudad sumergida. Aristocracia y plebe en Lima, 1760-1830, editado por Editorial Horizonte. Su tesis de doctorado (en francés) se encuentra disponible a texto completo en el repositorio institucional de la Pontificia Universidad Católica del Perú.
En su estadía en París, conoció a destacados historiadores franceses como Fernand Braudel y Pierre Vilar. En la primera nota a pie de página de su libro Arequipa y el sur andino. Ensayos de historia regional, siglos XVIII-XX, publicado en 1977, reconocía el trabajo de los historiadores franceses Pierre Vilar, François Furet y Pierre Goubert como base para su aproximación a la historia regional.
De regreso a Lima, se reintegró a la Pontificia Universidad Católica del Perú, llegando a ser profesor principal del Departamento de Ciencias Sociales en 1989. Ya se había iniciado en la docencia como instructor de prácticas en 1968 de cursos de Historia. Además de colaborar en publicaciones no académicas como periódicos, suplementos y revistas, también escribió reseñas de libros, ofrecía adelantos de sus trabajos de investigación e incursionaba en algunos de los temas que más adelante caracterizarían sus reflexiones como historiador.
Asesoró varias tesis de Sociología e Historia en la Pontificia Universidad Católica del Perú. En 1985, fue coordinador del Programa de Magíster en Sociología. También, en ese año, fue vicepresidente de la Asociación Interdisciplinaria para el Estudio de la Familia (INTERFAM). Asimismo, fue profesor de la Academia Diplomática del Perú.
Obtuvo diversas becas. Además de la beca del gobierno francés, en 1973 pudo investigar por tres meses en el Archivo de Indias de Sevilla gracias a una beca del Centre Nacional de la Recherche Scientifique. En 1980, obtuvo una beca del Consejo Latinoamericano de Ciencias Sociales (CLACSO) para realizar el proyecto de investigación Sociedad colonial y estructura de clases: Perú 1760-1830. Entre los años 1980-1981, obtuvo una beca del Social Science Research Council. En 1982, obtuvo una beca de FOMCIENCIAS y en 1983 obtuvo otra beca de la Organización de las Naciones Unidas para la Educación, la Ciencia y la Cultura (UNESCO).

## Actividad política
Cuando fue estudiante de Historia en la Pontificia Universidad Católica del Perú en el contexto del golpe de Estado militar de 1968 perpetrado por Juan Velasco Alvarado, fue militante de izquierda del Frente Revolucionario de Estudiantes Socialistas (FRES), del Movimiento de Izquierda Revolucionaria (MIR) y de Vanguardia Revolucionaria (VR).
Militó en el MIR durante los años 1969-1970. En París, se integra a VR. Posteriormente, se aleja de la militancia política. Sin embargo, se mantuvo siempre como colaborador de las organizaciones populares de base. Tal es el caso de muchos sindicatos a los que ofrecía cursillos, charlas, entre otros.

## Críticas
El antropólogo Carlos Iván Degregori criticó a Alberto Flores Galindo la caracterización de la tradición y modernidad como polos opuesto y por no comprender cómo los cambios sociales de los setenta con la difusión de la tecnología y mercados afectaron la utopía. Por otro lado, Henrique Urbano criticó a Alberto Flores Galindo por no abordar las raíces europeas del mesianismo andino.
Por otro lado, Ricardo Luna Vegas calificó de anticomunista y de socialcristiano a Alberto Flores Galindo por sus trabajos sobre José Carlos Mariátegui. Incluso, el libro "Sobre las ideas políticas de Mariátegui": refutando a sus tergiversadores de Ricardo Luna Vegas, publicado en 1984, tiene un capítulo titulado “Refutando a Alberto Flores Galindo”.
Se le ha acusado de haber tenido sesgos a la hora de hacer una interpretación historiográfica de la independencia peruana (influenciado por el contexto político del Gobierno Revolucionario de la Fuerza Armada por el aniversario 150 del evento), por el cual elaboró una visión nacionalista de izquierda premeditada, donde el análisis histórico estaba comprometido en favorecer su ideología de izquierda política, al igual que en todas sus obras. Así, con el análisis de la independencia del Perú, habría buscado favorecer la corriente oficialista de la Academia Nacional de la Historia, controlada en ese entonces por Juan Velasco Alvarado, quien buscaba legitimar de modo indiscutible la narrativa de la elite liberal del siglo XIX, como usar el evento de herramienta pedagógica y política en su intento de revolución económica. Ante ello, intentaría forzar una conexión entre la Rebelión de Túpac Amaru II (privilegiando un estudio sobre las clases que intervinieron para descubrir su ideología, antes que basarse en las proclamas oficiales de sus dirigentes institucionales influenciados por el nacionalismo neo-Inca) y la Guerra de Independencia como prueba de la existencia de un nacionalismo indígena basado en las masas campesinas y liderado por los caciques para demostrar que en los sectores populares había un sentimiento anticolonial que vislumbraba una «solución unificadora» para criollos, indios, mestizos y negros (que fracaso por contradicciones entre las clases, haciendo que triunfe la oligarquía criolla que habría conspirado por ocultar esta verdad aparente). Aquello serviría para criticar tesis erradas de que solo los criollos del siglo XVIII habían sido precursores de la nación peruana (entendida como Estado nación fundada por la República del Perú), como también tesis de marxistas-leninistas como Eric Hobsbawm que las consideraban como rebeliones pre-políticas y arcaicas propias de un «ejemplo bastante puro de rebelión tradicionalista»; pero también propiciaría conclusiones reduccionistas de gran impacto en la Cultura popular, por ejemplo: no mencionar la existencia mayoritaria de una Nobleza indígena fidelista, la de grandes sectores populares realistas a nivel corporativo y no solo en las clases altas, o que el proyecto de nación en indígenas rebeldes (como la de Túpac Amaru II) distabna del imaginario del nacionalismo peruano moderno y presentaban tanto un carácter separatista como también otros un carácter reformista. Por otra parte, su oposición a la tesis de Heraclio Bonilla y Karen Spalding sobre la Independencia Concedida (tesis cuestionando la historiografía oficial y afirmando la ausencia de sentimientos nacionalistas en los peruanos durante las Guerras de independencia hispanoamericanas, si no una hegemonía reaccionaria hasta en sectores populares), habría sido motivada, no tanto por un compromiso con la verdad histórica, sino que por un deseo de demostrar a priori una conciencia de clase campesina primitiva que pudiera reafirmar el análisis Historicista del Marxismo sobre las Revoluciones Liberales y la Dialéctica del nacionalismo como un fenómeno necesario en la etapa histórica de las Revoluciones atlánticas para pasar a una inevitable Modernización política (y así legitimar las ambiciones políticas de la izquierda peruana en la década de 1980). Motivaciones similares tendría en su oposición a la tesis de John Rowe sobre la existencia de un movimiento nacional inca (distinta al nacionalismo peruano moderno) entre los caciques rebeldes que provinieron de la Nobleza incaica no-reformista que apoyaron la Rebelión de Tupac Amaru II (la cual inicialmente habría sido reformista), puesto que cuestionaría su concepción revolucionaria del evento y su intento de demostrar continuidad con la ideología del nacionalismo peruano de la República contemporánea. Finalmente, se ha señalado que en su intento de asegurar sus afirmaciones sobre el significado «nacional», propuso varias interpretaciones que se complementaban y corregían, pero que ocasionalmente se contradecían.

## Premios y reconocimientos
Con su libro Buscando un Inca: Identidad y utopía en los Andes, Alberto Flores Galindo ganó en la categoría ensayo el premio cubano Casa de las Américas en 1986 y, de manera póstuma, el premio Clarence Haring de la América Historical Association en 1991. Las primeras ediciones del libro se agotaron en los escasos meses. Este libro tiene como temas los mitos movilizadores, la construcción de un imaginario colectivo, la identidad y la utopía, la violencia, el mesianismo y el milenarismo”.
La Biblioteca de Ciencias Sociales de la Pontificia Universidad Católica del Perú lleva su nombre en reconocimiento a su trayectoria intelectual. Por otro lado, el Centro de Educación Básica Alternativa “Alberto Flores Galindo” del Distrito Orcopampa, Provincia de Castilla, Departamento de Arequipa y el colegio "Félix Alberto Flores Galindo" del distrito de San Martín de Porres, provincia Lima, también llevan su nombre.

## Obras
- Los Mineros de la Cerro de Pasco (1974)
- Arequipa y el sur andino, Ensayos de Historia regional, Siglos XVIII - XX (1976)
- La agonía de Mariátegui. La polémica con la Komintern (1980)
- Apogeo y Crisis de la República Aristocrática (con Manuel Burga)
- Aristocracia y Plebe. Lima, 1760-1830. Estructura de Clases y Sociedad Colonial (1984) y reedición "La Ciudad sumergida: Aristocracia y plebe en Lima" (1991)
- Tiempo de Plagas (1987)
- Buscando un Inca: Identidad y utopía en los Andes (1986, 1988) (2010 ISBN 978-6124-069-529)
- La Tradición Autoritaria (obra póstuma).(1999)